# Міссес-Кош

Безенгійська ущелина. Міссес-Кош. Українська альпіністка Марія Брицька із Запоріжчини покладає квіти до підніжжя меморіальної стіни пам'яті загиблих альпіністів.

Міссес-Кош — галявина поблизу Безенгійської стіни, Кавказ, нагорі зеленої морени Безенгійського льодовика, базовий табір для штурму перевалів і гір району Безенгі.
Знаходиться ліворуч від Безенгійського льодовика приблизно за годину ходьби від альптабору «Безенгі». З моменту появи альптабору галявина Міссес-Кош свою роль базового табору практично втратила. Галявина Міссес-Кош стала меморіальною: на нижній терасі тепер міститься кладовище альпіністів, на верхній — меморіальна скеля з пам'ятними табличками альпіністів, які штурмували Кавказькі гори.